# Mineralni Bani
Mineralni Bani (bulgariska: Минерални Бани) är en ort i Bulgarien.   Den ligger i kommunen Obsjtina Mineralni Bani och regionen Chaskovo, i den centrala delen av landet, 190 km sydost om huvudstaden Sofia. Mineralni Bani ligger 342 meter över havet och antalet invånare är 1 367.
Terrängen runt Mineralni Bani är platt österut, men västerut är den kuperad. Närmaste större samhälle är Chaskovo, 17,1 km öster om Mineralni Bani.
Trakten runt Mineralni Bani består till största delen av jordbruksmark. Runt Mineralni Bani är det ganska tätbefolkat, med 116 invånare per kvadratkilometer.